# Cut (Unix)
A cut egy Unix parancs, melyet arra használunk, hogy egy megadott állományból kiszedjünk bizonyos részeket, bizonyos számú karaktereket, szavakat.

## Példa
Feltételezzük, hogy az állomány a következő sorokat tartalmazza:
```
foo:bar:baz:qux:quux
one:two:three:four:five:six:seven
alpha:beta:gamma:delta:epsilon:zeta:eta:teta:iota:kappa:lambda:mu
```

Ha azt szeretnénk, hogy mindegyik sorából kiírasuk a 4-től 10-ig levő karaktereit használjuk a következő utasítást:
```
% cut -c 4-10 file
```

A kimenet a következő lesz:
```
:bar:ba
:two:th
ha:beta
```

Ha az 5. szótól kezdődően akarjuk kiíratni minden sor tartalmát, felhasználva azt, hogy a szóelválasztó karakter a ":" , akkor a következő kell használjuk:
```
% cut -d : -f 5- file
```

Ez a következő kimenetet adja:
```
quux
five:six:seven
epsilon:zeta:eta:teta:iota:kappa:lambda:mu
```